# Supertaça Cândido de Oliveira de 2012
A Supertaça Cândido de Oliveira de 2012 foi a 34ª edição da Supertaça Cândido de Oliveira. A edição foi ganha pelo Futebol Clube do Porto por um resultado de 1–0 à Académica.

## Partida
| 11 de agosto de 2012 | FC Porto             | 1 – 0 | Académica | Estádio Municipal de Aveiro, Aveiro           |
| 20:45 UTC            | Jackson Martínez 90' |       |           | Público: 26 825 Árbitro: Olegário Benquerença |

| FC Porto | Académica |

## Campeão
| Supertaça Cândido de Oliveira 2012 |
| ---------------------------------- |
| Porto 19º Título                   |